# Pteraster florifer
Pteraster florifer is een zeester uit de familie Pterasteridae.
De wetenschappelijke naam van de soort werd in 1920 gepubliceerd door René Koehler.